# Sandra Ferguson
Pour les articles homonymes, voir Ferguson.
Sandra Ferguson, née le 23 mars 1967 à Pittsburgh, Pennsylvanie, est une actrice américaine.

## Biographie
Mariée à Allen Robinson le 28 mai 2005, après John Reinhardt (17 décembre 1989 - 1992) dont elle a divorcé.

### Anecdotes
Elle a été Miss Pennsylvania en 1985.

## Filmographie
- 1989 : "Another World" (série télévisée commencée en 1964, dans la troisième série 1987-1993, 1998-1999) : Amanda Cory Fowler Harrison Sinclair (alias Mandy Ashton)
- 1994 : "Hot Line" (série télévisée) épisode Voyeur  : Stephanie (sous le nom de Sandra Reinhardt) 
  - Diagnostic : Meurtre ("Diagnosis Murder", série télévisée ; autre titre : Mort suspecte) épisode The Busy Body : agent de police féminin (sous le nom de Sandra Reinhardt)
  - Les Dessous de Palm Beach ("Silk Stalkings" série télévisée ; sous le nom de Sandra Reinhardt) 
    - épisode The Scarlet Shadow (1994) : Robin Curry
    - épisode Dead Asleep (1995) : Jennifer 'Jen' McNeil

  - Le Rebelle ("Renegade" série télévisée ; 7 épisodes, 1994-1997)
    - Sheriff Reno (21 février 1994) : Julie (alors Sandra Reinhardt)
    - Honeymoon in Mexico (18 septembre 1995) : Nikki Mantel (alors Sandra Reinhardt)
    - No Balls, Two Strikes (13 septembre 1996) : Sandy Carruthers
    - Mr. Success (27 septembre 1996) : Sandy Carruthers
    - Five Minutes to Midnight (4 octobre 1996) : Sandy Carruthers
    - Ghost Story (25 octobre 1996) : Sandy Carruthers
    - The Milk Carton Kid (1er novembre 1996) : Sandy Carruthers
- 1995 : "VR.5" (série télévisée) épisode Love and Death : Monique Fellowes (sous le nom de Sandra Reinhardt) 
  - "Dream On" (série télévisée) épisode Long Distance Runaround 
  - Un privé à Malibu ("Baywatch Nights" série télévisée, autre titre Mitch Buchannon) épisode Pressure Cooker : Stormy Walters (sous le nom de Sandra Reinhardt)
  - Mike Land, détective ("Land's End", série télévisée) épisode Windfall : Betty (sous le nom de Sandra Reinhardt)
- 1995 : Illegal in Blue : Joanne (sous le nom de Sandra Reinhardt)
- 1996 : Fox Hunt : Sunny
- 1996 : 
  - Surfers détectives ("High Tide", série télévisée ; alors Sandra Reinhardt)        
    - épisode Sins of the Mother : Cathy
    - épisode Bad Influence : Det. Cathy Stevens

  - The Colony (téléfilm)
- 1997 : "Sunset Beach" (série télévisée) : Jade Sheridan 
  - Amour, Gloire et Beauté ("The Bold and the Beautiful" série télévisée commencée en 1987, autre titre Top modèles) : Brooke Logan Forrester (remplacement temporaire en 1997)
- 1998 : A Bold Affair : Emily
- 1998 : "The Simple Life" (série télévisée) épisode The Church Supper : Shiela
- 1999 : Los Angeles Heat ("L.A. Heat" série télévisée)
- épisode Danny the Eel : Det. Nicole Stockman
  - épisode Professor Benton : Det. Nicole Stockman
  - épisode Legacy of a Buffalo Soldier : Det. Nicole Stockman
- 2000 : Falcon Down : Barbara Edwards
- 2000 : La Loi du fugitif ("18 Wheels of Justice" série télévisée) épisode Triple Play : Marti Tucker
- 2005 : Hôpital central ("General Hospital" série télévisée)
  - épisode #1.10807 : Felicia Jones Scorpio #2
  - épisode #1.10809 : Felicia Jones Scorpio #2
  - épisode #1.10810 : Felicia Jones Scorpio #2